# Glaucostola romula
Glaucostola romula là một loài bướm đêm thuộc phân họ Arctiinae, họ Erebidae.